# Lương Thanh Nghị
Lương Thanh Nghị (sinh 1965) là một nhà ngoại giao Việt Nam. Ông từng là Người phát ngôn Bộ Ngoại giao Việt Nam thứ 6 đồng thời là Vụ trưởng Vụ Thông tin Báo chí của Bộ Ngoại giao từ tháng 9 năm 2011 đến tháng 2 năm 2014. Từ tháng 2/2014 đến tháng 5/2017, ông là Đại sứ Việt Nam tại Úc, kiêm nhiệm Vanuatu, Quần đảo Marshall, Micronesia và Solomon. Sau khi kết thúc nhiệm kỳ về nước, từ tháng 7/2017, ông được bổ nhiệm giữ chức Phó Chủ nhiệm Ủy ban Nhà nước về người Việt Nam ở nước ngoài, Bộ Ngoại giao. Ngày 21/10/2021, tại Phủ Chủ tịch, Chủ tịch nước Nguyễn Xuân Phúc đã trao quyết định bổ nhiệm ông Lương Thanh Nghị  làm Đại sứ đặc mệnh toàn quyền nước Cộng hòa XHCN Việt Nam tại Vương quốc Đan Mạch kiêm nhiệm Cộng hòa Iceland. Ngày 06 tháng 05 năm 2022, ông đã trình Thư ủy nhiệm của Chủ tịch nước Nguyễn Xuân Phúc lên Nữ hoàng Margrethe II, chính thức đảm nhiệm cương vị Đại sứ đặc mệnh toàn quyền nước Cộng hòa XHCN Việt Nam tại Vương quốc Đan Mạch.

## Sự nghiệp
Sinh ngày 6 tháng 7 năm 1965, ông tốt nghiệp Đại học Ngoại giao năm 1988. Từ 1989 - 1992, công tác tại Trung tâm Báo chí Nước ngoài, Bộ Ngoại giao. Từ 7/1993 - 2003, công tác tại Trung tâm Hướng dẫn Báo chí Nước ngoài, Bộ Ngoại giao.
Ông Lương Thanh Nghị từng là Phó Tổng Lãnh sự Việt Nam tại Osaka, Nhật Bản (2003-2006); Phó Vụ trưởng Vụ Thông tin Báo chí, Bộ Ngoại giao (2006-2008). Từ tháng 3 năm 2008, làm Vụ trưởng, Giám đốc Trung tâm Báo chí Nước ngoài, Bộ Ngoại giao. Ông Lương Thanh Nghị thông thạo tiếng Anh và có thể sử dụng tiếng Nhật Bản.
Ngày 12 tháng 9 năm 2011, Bộ trưởng Bộ Ngoại giao Phạm Bình Minh đã ký quyết định bổ nhiệm ông Lương Thanh Nghị giữ chức Vụ trưởng Vụ Thông tin Báo chí, Người phát ngôn Bộ Ngoại giao thay bà Nguyễn Phương Nga được bổ nhiệm giữ chức Thứ trưởng Bộ Ngoại giao.